# Rubinoboletus ballouii
Rubinoboletus ballouii är en svampart som först beskrevs av Peck, och fick sitt nu gällande namn av Heinem. & Rammeloo 1983. Rubinoboletus ballouii ingår i släktet Rubinoboletus och familjen Boletaceae.   Inga underarter finns listade i Catalogue of Life.